# FalleN
Габриел „FalleN” Толедо (порт. Gabriel Toledo de Alcântara Sguario; Сао Пауло, 30. мај 1991)  је професионални играч игре Counter-Strike: Global Offensive. 
Наступао је као снајпериста за бразилски тим Made in Brazil, a пре тога је био члан организација Luminosity и SK Gaming. Био је проглашен за најутицајнију особу у бразилском еспорту 2015. године.
Власник је организације Games Academy. Током 2016. и 2017. године, FalleN је описиван као један од најбољих снајпериста, лидера, односно играча у свету. Од турнира је зарадио преко милион долара.
FalleN и четворица његових саиграча су били умешани у несугласице око уговора између организација SK Gaming и Luminosity. На крају су играчи прешли у SK Gaming.
FalleN је освојио два мејџор такмичења у својој каријери и то заредом. У питању су MLG Columbus 2016 и ESL One Cologne 2016. Као део тима Made in Brazil, FalleN и његови саиграчи су први који су изгубили 16-0 на мејџор такмичењима.

## Запажени резултати
- на FACEIT League 2015 Stage 3 Finals at DH Winter 2015[9]
- на DreamHack ZOWIE Open Leipzig 2016[10]
- на IEM Katowice 2016[11]
- на MLG Columbus 2016[6]
- на DreamHack Austin 2016[12]
- на ESL Pro League Season 3 Finals[13]
- на ECS Season 1 Finals[14]
- на ESL One Cologne 2016[7]
- на ESL One New York 2016[15]
- на EPICENTER: Moscow[16]
- на ESL Pro League Season 4 Finals[17]
- на IEM Oakland 2016[18]
- на DreamHack Masters Las Vegas 2017[19]
- на cs_summit Spring 2017[20]
- на IEM Sydney 2017[21]
- на ESL Pro League Season 5 Finals[22]
- на DreamHack Open Summer 2017[23]
- на ECS Season 3 Finals[24]
- на ESL One Cologne 2017[25]
- на ESG Tour Mykonos 2017[26]
- на EPICENTER 2017[27]
- на BLAST Pro Series Copenhagen 2017[28]
- на ESL Pro League Season 6 Finals [29]
- на ELEAGUE Major 2018[30]
- на ESL One Belo Horizonte 2018[31]
- на BLAST Pro Series Istanbul 2018[32]
- на ECS Season 6 Finals[33]
- на IEM Katowice 2019[34]
- на BLAST Pro Series Miami 2019[35]
- на IEM Sydney 2019[36]
- на IEM Chicago 2019[37]
- на CS:GO Asia Championships 2019[38]

## Награде и признања

### Рангирање
- 2. у свету 2016. године[39]
- 6. у свету 2017. године[40]

### МVP
- DreamHack Austin 2016[41]
- ESL One Cologne 2017[42]
- BLAST Pro Series Copenhagen 2017[43]
- ZOTAC Cup Masters 2018 Grand Finals[44]

### Друге награде
- најутицајнија особа у бразилском еспорту 2015. године[1]